# 川口寿

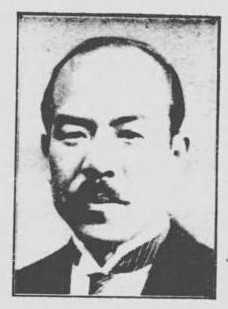
川口寿

川口 寿（かわぐち ひさし、1898年（明治31年）10月25日 - 1984年（昭和59年）6月28日）は、日本の政治家。

## 経歴
富山県出身。1923年（大正12年）、明治大学卒業。大東文化協会常任幹事、東京市議、同参事会員、東京府議、明治大学評議員、日本共栄社長、外務省嘱託などを歴任し、1942年（昭和17年）に行われた第21回衆議院議員総選挙（いわゆる「翼賛選挙」）において、東京2区から翼賛政治体制協議会の推薦を受け、立候補し、衆議院議員に当選した（所属は翼賛政治会→大日本政治会→日本進歩党）。戦後、推薦議員のため公職追放となった。